# 奥様はモンスター
奥様はモンスター（おくさまはもんすたー）は、2013年10月15日と2014年1月15日にTBS系列で放送された特別番組（教養番組）である。

## 主な出演者

### MC
- ブラックマヨネーズ
  - 吉田敬
  - 小杉竜一

### スタジオゲスト

#### 第1回
- あき竹城
- ハイヒールモモコ
- 坂上忍
- 東貴博
- 藤田紀子
- 鈴木奈々

### ナレーター
- 近藤サト（#1、#2）
- 小林清志（#1）
- 立木文彦（#2）

## 主なスタッフ

### 2014年1月15日時点
- 構成：政宗史子、三宅隆太（#2）、西村隆志
- TP：深谷高史
- SW：岩沢忠夫
- CAM：河野昌寿
- VE：山下悠介
- MIX：加瀬悦史
- LD：野崎政克
- TK：小国幸恵（TBG）
- 音響効果：吉田比呂樹（M-TANK）
- メイク：ビューマックス
- 美術プロデューサー：森健彦
- デザイン：坪田幸之
- キャラクターデザイン：楠川浩之
- 美術進行：林政之
- 大道具製作：福田智広
- 大道具操作：成島好美
- アクリル装飾：池澤明徳
- 電飾：中みつ子
- 技術協力：ニユーテレス
- 美術協力：フジアール
- 編集：花城卓恭・関原忍（ヌーベルバーグ）
- MA：高山元（ヌーベルバーグ）
- ロケ技術：イメージランド、だだだ、ヴイ・ビジョンスタジオ、MABU、北野商事
- 協力：総合探偵社MR、サウスウォーカー、アフロ
- リサーチ：フリード
- 編成：藤原麻知
- 宣伝：樋口真佳
- 制作担当：森角威之
- AD：斉木敏人、上田理永、井関雅之、清沢大地、富田愛梨、松山浩之
- AP：内田安妃子
- ディレクター：原田誠之、加賀谷健吾、中澤俊幸、天野裕充、高橋幸子
- 演出：合六幸恵
- プロデューサー：渡邊宏
- 製作：ジッピー・プロダクション、TBS

### 歴代のスタッフ
- VE：水野博道（#1）
- アクリル装飾：石橋誉礼（#1）
- 電飾：井野岡利保（#1）
- ノンリニア編集：小澤章二（麻布プラザ、#1）
- 編集：増田功紀（麻布プラザ、#1）
- MA：樽川由佳里（麻布プラザ、#1）
- ロケ技術：ビデオウイング（#1）、プラス02（#1）
- リサーチ：リベラス（#1）
- AD：菊川雄二（#1）、杉野森迪子（#1）、中道彩（#1）
- AP：松岡満枝（#1）
- ディレクター：高梨智子（#1）、千葉龍（#1）、辻美子（#1）